# Rudolf Gundersen
Rudolf Gundersen (født 6. december 1879, død 21. august 1946) var en norsk skøjtehurtigløber, der var blandt verdens bedste i årene omkring 1900.
Han debuterede i de norske allround-mesterskaber 1899, hvor han blev nummer to, en præstation han gentog det følgende år. I 1901 blev han norsk og europæisk mester, og han blev ligeledes europæisk mester i 1904 og 1906. Ved sidstnævnte mesterskab i Davos satte han sin eneste verdensrekord, der faldt i 500 m disciplinen i tiden 44,8 sekunder. Hans dominerende stilling i de europæiske mesterskaber illustreres af, at han i de fire mesterskaber, han deltog i, sluttede på første= eller andenpladsen i samtlige discipliner med i alt ti første- og seks andenpladser.
Gundersen var desuden kendt for sin skøjtestil, der indbragte ham flere priser. Efter at have trukket sig tilbage fra eliteidrætten fortsatte han med veteranskøjteløb i adskillige år. I 1934 blev han udnævnt til æresmedlem af sin klub, Oslo Skøiteklub.

## Medaljeoversigt
Herunder ses Gundersens medaljer fra de vigtigste mesterskaber, han deltog i. Bemærk, at der kun blev uddelt medaljer for de år, der ikke står i parentes: pPp den tid blev der kun uddelt guldmedaljer ved internationale mesterskabet, og desuden blev der kun uddelt guldmedalje, hvis den bedste løber havde vundet tilstrækkeligt med individuelle discipliner. Årstallene i parenteser er derfor udtryk for udregning efter det nutidige samalog-system.
| Championships                | Guldmedalje    | Sølvmedalje    | Bronzemedalje        |
| Allround-VM                  | (1902)         | (1901)         | (1900) (1904) (1906) |
| Allround-EM                  | 1901 1904 1906 | (1902)         | –                    |
| Norske allround=mesterskaber | 1901 1902 1905 | 1899 1900 1903 | –                    |